# Geschützter Landschaftsbestandteil Feuchtgebiet In der Halle

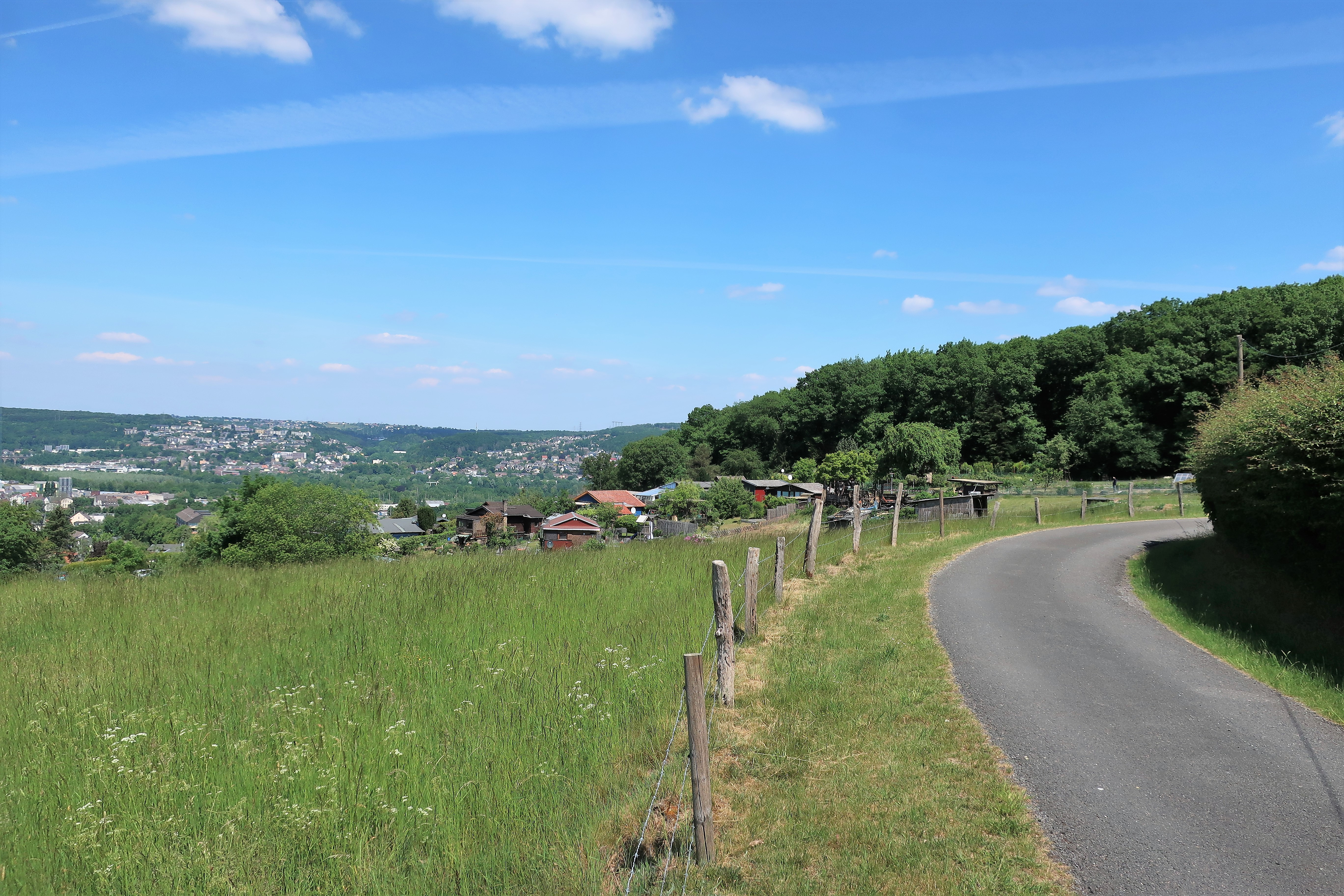
Geschützter Landschaftsbestandteil Feuchtgebiet In der Halle

Der Geschützte Landschaftsbestandteil Feuchtgebiet In der Halle mit einer Flächengröße von 0,16 ha liegt auf dem Gebiet der kreisfreien Stadt Hagen in Nordrhein-Westfalen. Der LB wurde 1994 mit dem Landschaftsplan der Stadt Hagen vom Stadtrat von Hagen ausgewiesen.

## Beschreibung
Beschreibung laut Landschaftsplan: „Es handelt sich um 4 künstlich durch Bachaufstauung geschaffene Teiche östlich des Wolfskuhler Weges. Die Teiche sind eingezäunt und grenzen an eine Wochenendhaussiedlung.“

## Schutzzweck
Laut Landschaftsplan erfolgte die Ausweisung „zur Sicherung der Leistungsfähigkeit des Naturhaushalts durch Erhalt eines Lebensraumes für zahlreiche charakteristische Tier- und Pflanzenarten der Kleingewässer und deren unterschiedlicher Uferzonen.“